# Леккюм
Леккюм (нід. Lekkum) — село в нідерландській провінції Фрисландія. Входить до муніципалітету Леуварден.
Його площа становить 5,32км², а населення станом на 2021 рік складало 435 осіб.
Перша згадка про населений пункт датується 13-им сторіччям.

## Галерея

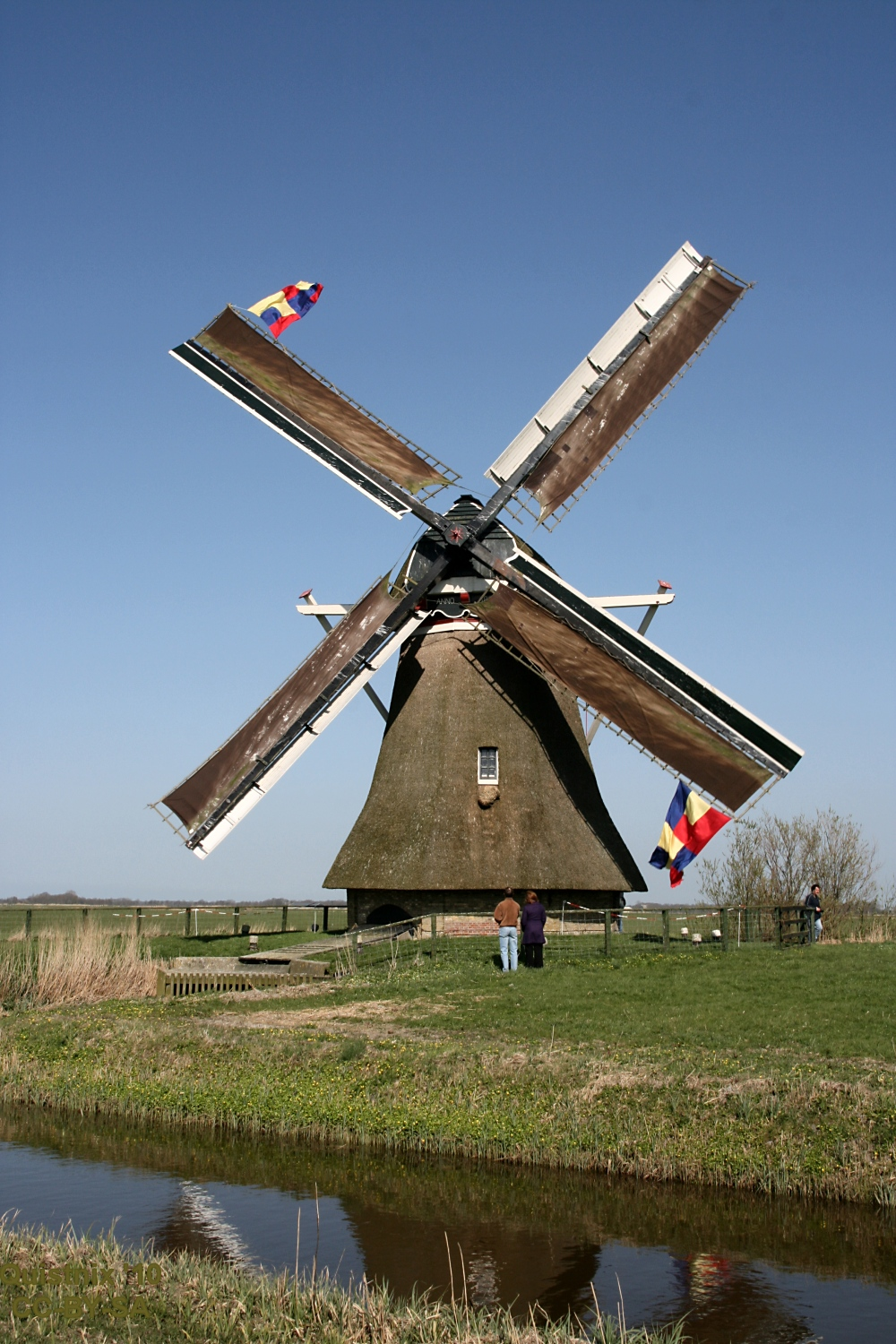
Вітряк De Bullemolen
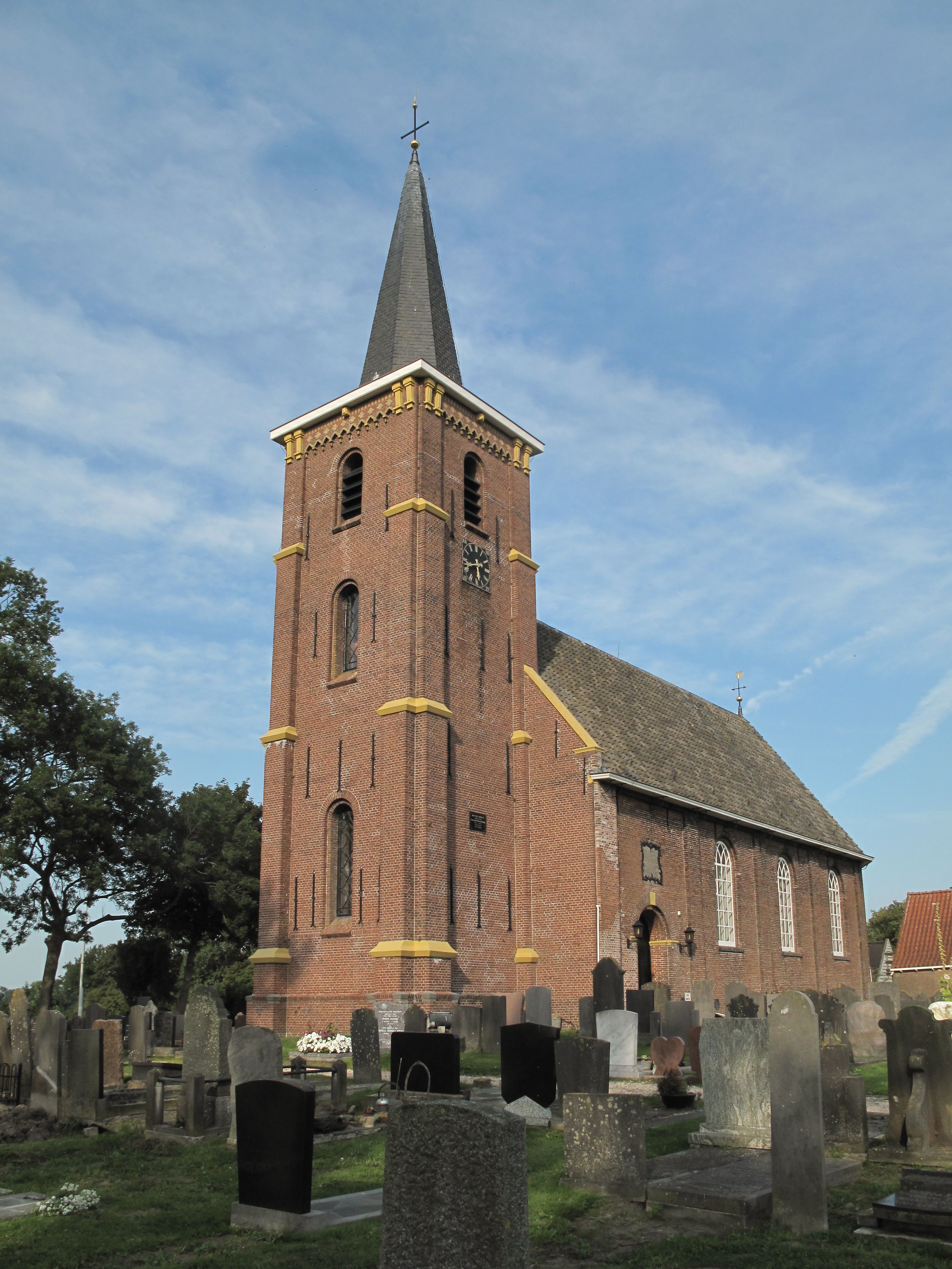
Церква у селі
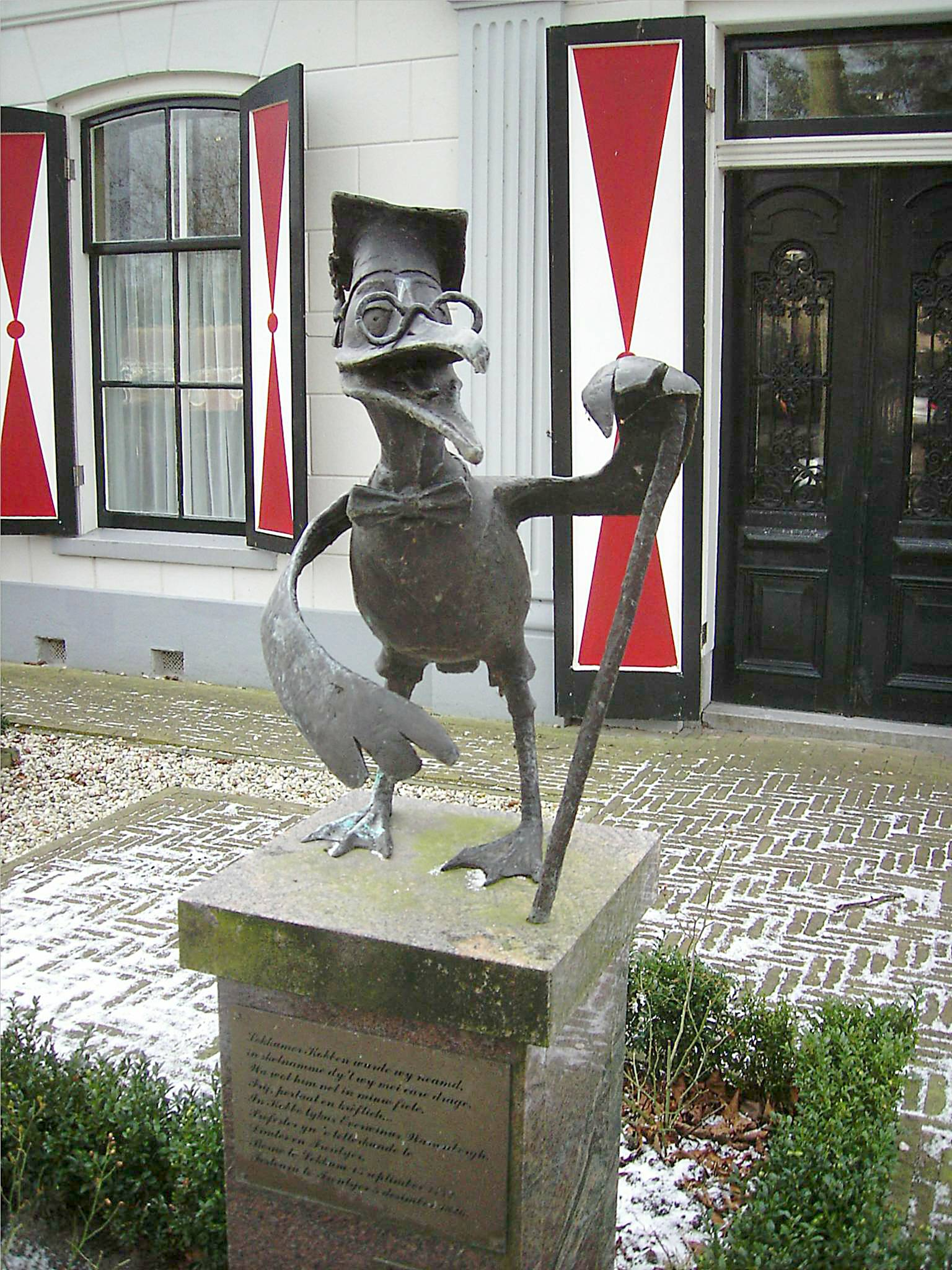
Статуя в Леккюмі
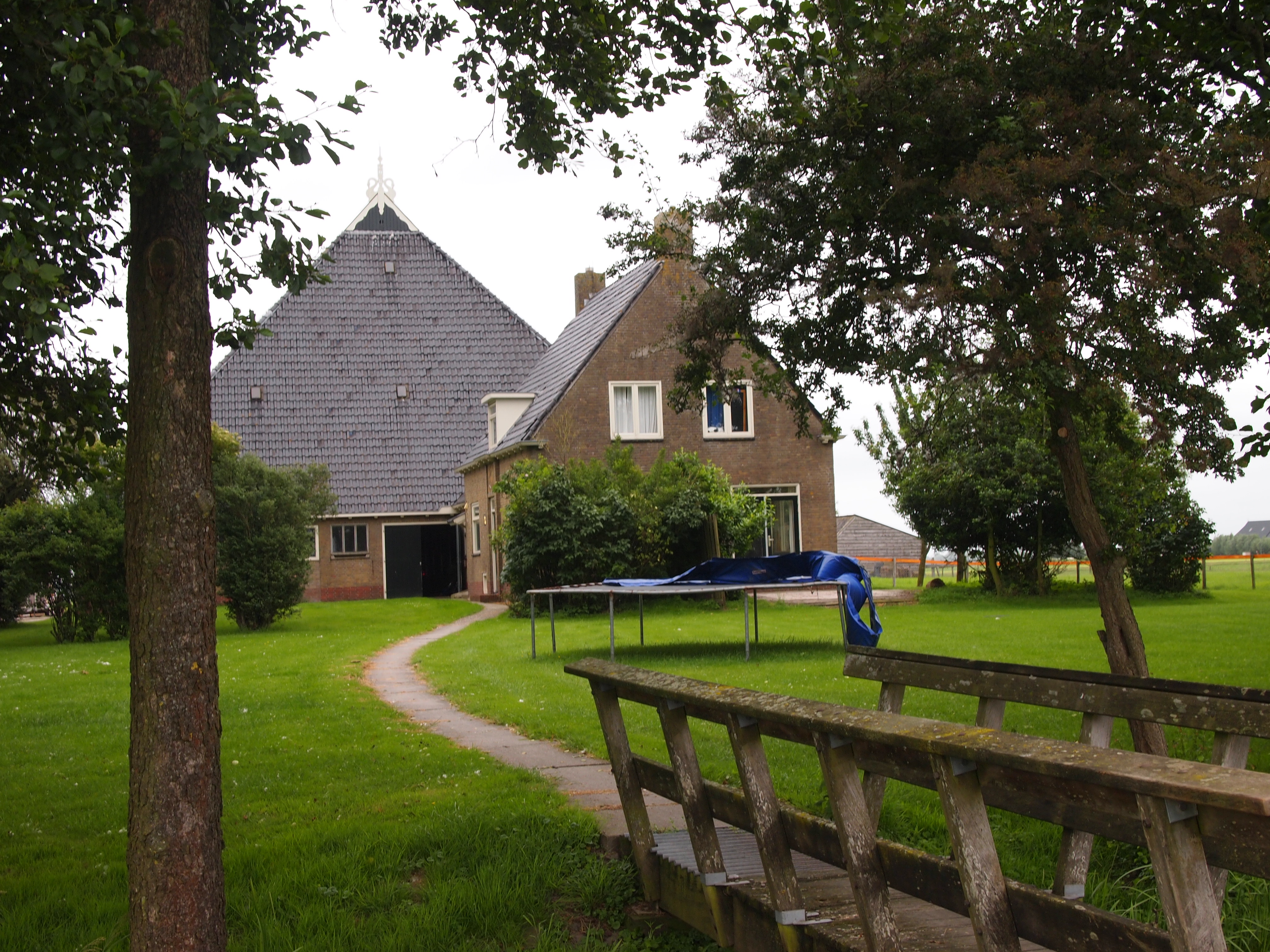
Ферма поблизу села